# Armagnac Delord
 (juin 2011).
Si vous disposez d'ouvrages ou d'articles de référence ou si vous connaissez des sites web de qualité traitant du thème abordé ici, merci de compléter l'article en donnant les références utiles à sa vérifiabilité et en les liant à la section « Notes et références ».

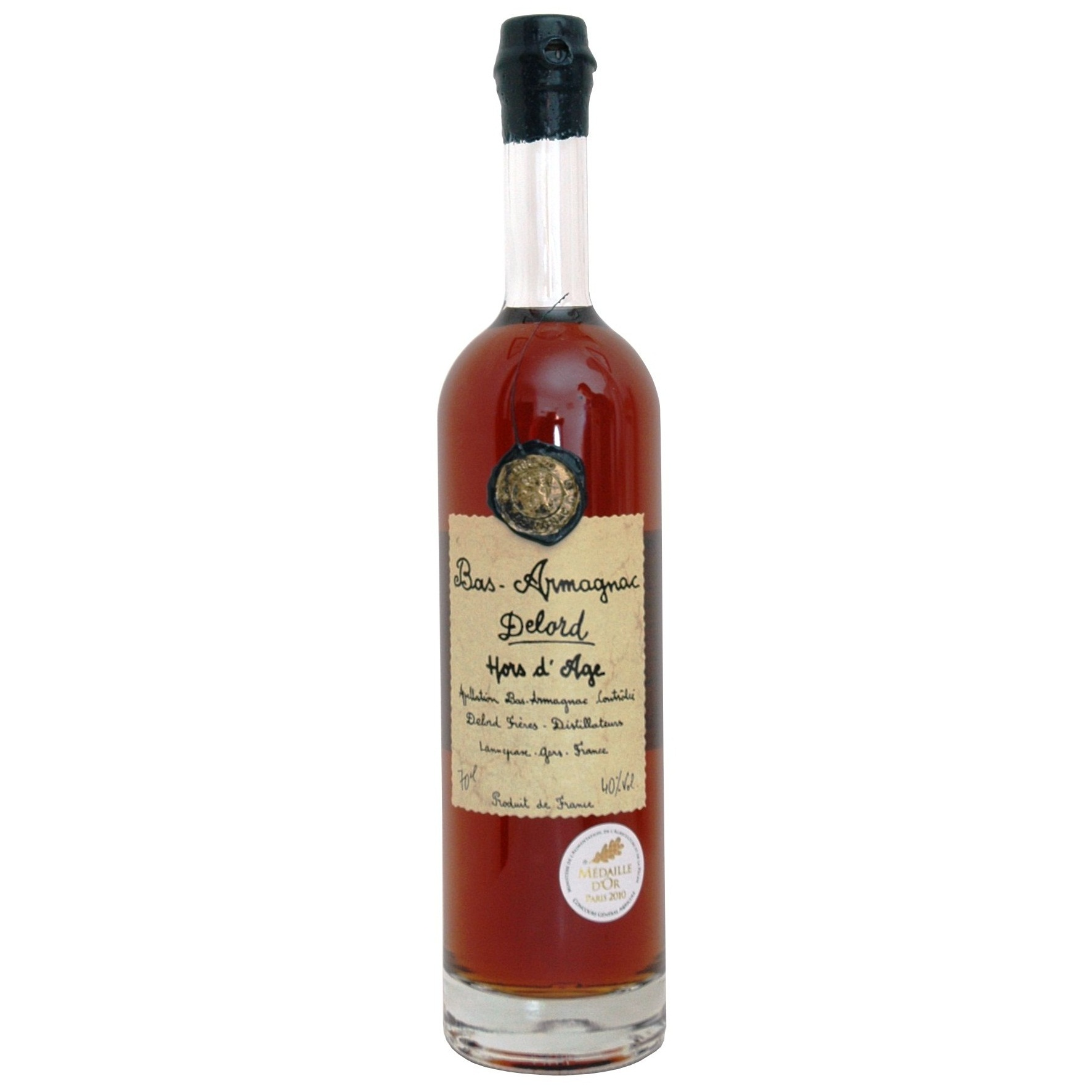
Bouteille de bas-armagnac Delord

La maison Delord est une entreprise de production d'armagnac.

## Histoire
L'entreprise Delord est fondée en 1893 par Prosper Delord (distillateur ambulant) et ses deux fils, Gaston et Georges, à Lannepax dans le Gers. Les petits fils de Prosper, Jacques et Pierre, ainsi que Jérôme et Sylvain perpétuent la tradition.

## Le vignoble Delord
Le vignoble est situé sur la commune de Lannepax au cœur du Bas-Armagnac et est composé des cépages baco 22A[Lequel ?], folle-blanche, ugni blanc et colombard.

## L'armagnac Delord
La distillerie Delord utilise deux alambics armagnacais traditionnels. Les chais comptent plus de 1 000 fûts de chêne qui font mûrir les eaux-de-vie d'armagnac. Le doyen d'entre eux a été distillé en 1900 et est logé dans le Paradis avec d'autres eaux-de-vie d'armagnac. Toutes les bouteilles de la Maison Delord sont cachetées à la main avec de la cire.

## Production
En 2005, l'entreprise est la 12e maison sur le marché total armagnac avec un volume global d'environ 100 000 bouteilles par an.